# Mamoa de Taio
La Mamoa do Taio (aussi appelé, Anta das Castanheiras) est un ancien dolmen situé sur le territoire de la municipalité de Paços de Ferreira (district de Porto, Portugal),. 
Le mot anta est l'équivalent portugais d'« ante » (pilier terminal d'un temple grec ou romain), mais il est aussi employé pour désigner les pierres d'un dolmen ou le dolmen lui-même. Environ 5 000 structures mégalithiques de ce type ont été construites au Néolithique dans l'ouest de la péninsule Ibérique par les successeurs de la culture de la céramique cardiale ou Cardial.
Le mot mamoa (pt) est utilisé dans le nord-ouest de la péninsule ibérique pour désigner les tumulus funéraires caractéristiques du Néolithique.

## Historique
Les vestiges de  ce monument mégalithique, malgré sa taille considérable, présentent un énorme cratère résultant d'une ancienne violation du site qui aurait provoqué la disparition de la structure sépulcrale primitive. Le tumulus, destiné à recouvrir complètement le monument à son origine, a complétement disparu. Une hache en pierre polie et un exemplaire en céramique sont les seuls artéfacts préservés de ce monument.